# Anthene elgonensis
Anthene elgonensis är en fjärilsart som beskrevs av Aurivillius 1925. Anthene elgonensis ingår i släktet Anthene och familjen juvelvingar. Inga underarter finns listade i Catalogue of Life.